# Lepthyphantes mbaboensis
Lepthyphantes mbaboensis là một loài nhện trong họ Linyphiidae.
Loài này thuộc chi Lepthyphantes. Lepthyphantes mbaboensis được Robert Bosmans miêu tả năm 1986.